# Hörnegöl
Hörnegöl är en sjö i Mönsterås kommun i Småland och ingår i Emåns huvudavrinningsområde. Sjön är 4,1 meter djup, har en yta på 0,02 kvadratkilometer och är belägen 65 meter över havet.